# Vlekkende kaaszwam
De vlekkende kaaszwam (Fuscopostia fragilis) is een schimmel uit de orde Polyporales. De familie is nog niet met zekerheid bepaalt (incertae sedis). Hij leeft saprotroof op naaldhout. Hij is bekend van naaldbomen (o.a. den, spar).

## Kenmerken

### Uiterlijke kenmerken
De hoed is 2,5-15 cm breed, tot 2 cm dik, vaak schotelvormig of gekromd, met een witachtige tot buffkleurige tint die verkleurt naar roodbruin bij aanraking of uitdroging. De hoed is zacht en sponsachtig wanneer vers, maar wordt stijf en bros wanneer droog. Het oppervlak is bedekt met zachte, witte haren en kan een licht golvende of ruwe textuur vertonen. Het kleurt niet met KOH. Deze kaaszwam is steelloos. Het vlees heeft een dikte van 0,2-1,5 cm. Het verbleekt naar bruin bij opdrogen en is elastisch en sappig als het vers is. De poriën zijn wit worden snel roestbruin of geel bij beschadiging. Ze zijn rond tot hoekig, 5-6 per mm, met wanden die dun en gescheurd worden na verloop van tijd. Het buisjeslaag is 0,2-0,8 cm dik.

### Microscopische kenmerken
De sporen zijn cilindrisch tot allantoïde (worstvormig), glad, kleurloos, vaak met druppels, inamyloïde en meten 4-6 x 1-2 micron (soms wel 7 x 3 µm). De basidia zijn 4-sporig, clavaat en meten 13-20 x 4,5-5,5 micron. Er zijn geen cystidia of andere steriele elementen in het hymenium. De schimmel heeft een monomitisch hyfensysteem. De hyfen in de hoed zijn 3-7 microns breed, kleurloos in KOH, dunwandig of dikwandig, soms vertakt en met gespen. De hyfen in de buislaag zijn 2,5-4 microns breed, dunwandig of dikwandig, vaak vertakt en met gespen.

## Verspreiding
De vlekkende kaaszwam komt voor op het noordelijk halfrond en ook in Nieuw-Zeeland. In Nederland komt hij zeldzaam voor.